# 2 mai
Acest articol este despre data calendaristică 2 mai. 2 Mai este de asemenea numele unei localități din județul Constanța
ianuarie • februarie • martie  • aprilie  • mai  • iunie  • iulie  • august  • septembrie  • octombrie  • noiembrie  • decembrie
2 mai este a 122-a zi a calendarului gregorian și ziua a 123-a în anii bisecți. Mai sunt 243 de zile până la sfârșitul anului.

## Evenimente

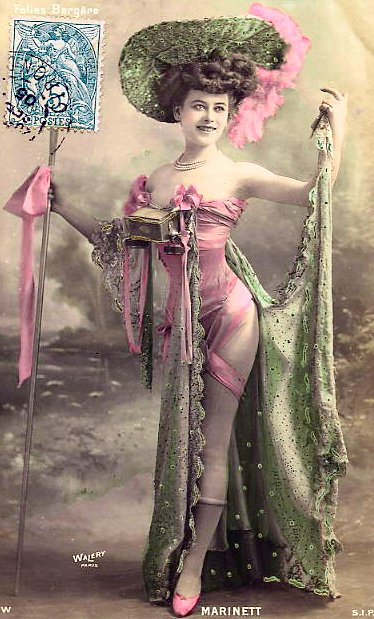
1869: La Paris se deschide un loc de divertisment muzical sub numele de Folies Trévise. Se va dezvolta ca un teatru de vodevil și cabaret și va deveni cunoscut sub numele de Folies Bergère.

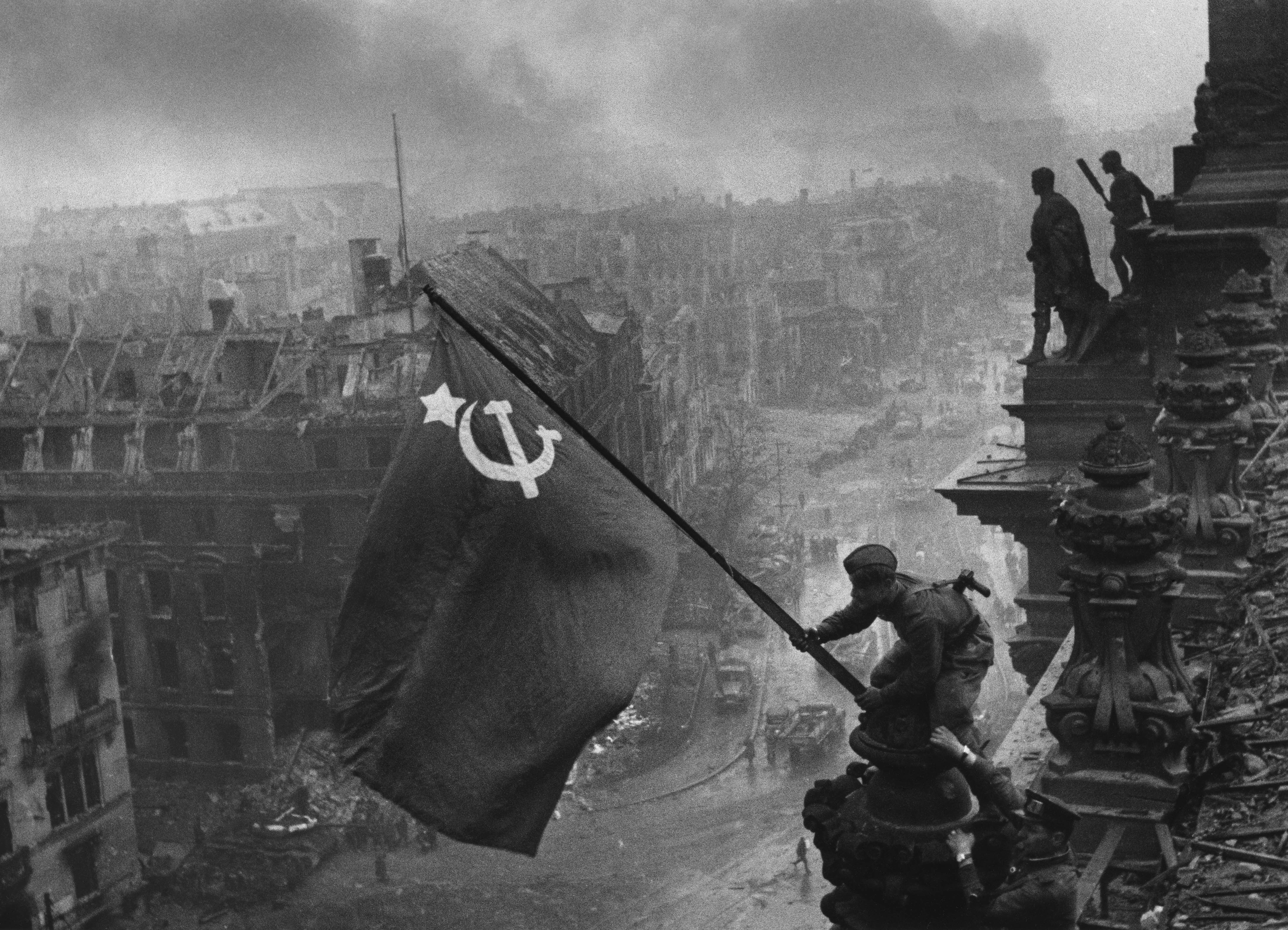
1945: Oficialii Uniunii Sovietice au anunțat căderea Berlinului. Generalul Helmuth Weidling semnează predarea Berlinului către Armata Roșie în timpul celui de-Al Doilea Război Mondial.

- 0074: Sinuciderea iudeilor din cetatea Masada; intrarea armatelor romane în „cetatea morților”.
- 1497: Navigatorul John Cabot pornește în călătoria sa spre continentul american.
- 1536: Regina Anne Boleyn a Angliei, a doua soție a regelui Henric al VIII-lea, este arestată și închisă sub acuzația de adulter, incest, trădare și vrăjitorie.
- 1635: La Paris, se deschide Jardin Royal des plantes médicinales, grădina regală de plante medicinale. Grădina a fost plantată sub instrucțiunile medicilor regelui Ludovic al XIII-lea, Jean Hérouard și Guy de La Brosse. Cinci ani mai târziu, ea a fost pusă la dispoziția publicului.
- 1816: Are loc căsătoria dintre Léopold de Saxa-Coburg și Prințesa Charlotte Augusta de Wales, moștenitoarea Prințului Regent George al Regatului Unit.
- 1869: La Paris se deschide un loc de divertisment muzical sub numele de Folies Trévise. Se va dezvolta ca un teatru de vodevil și cabaret și va deveni cunoscut sub numele de Folies Bergère.
- 1874: Karl May este eliberat din închisoarea Waldheim, unde a ispășit o condamnare la închisoare pentru vagabondaj.
- 1927: Louis Bromfield obține premiul Pulitzer pentru Toamna timpurie.
- 1936: Are loc premiera Petrică și lupul de Serghei Prokofiev care, conform cuvintelor compozitorului, a fost de rău augur, "...[participarea] a fost săracă și nu a reușit să atragă atenția".
- 1938: Thornton Wilder obține premiul Pulitzer pentru Orașul nostru.
- 1945: Oficialii Uniunii Sovietice au anunțat căderea Berlinului. Generalul Helmuth Weidling semnează predarea Berlinului către Armata Roșie în timpul celui de-Al Doilea Război Mondial.
- 1949: Arthur Miller obține premiul Pulitzer pentru Moartea unui comis voiajor.
- 1953: În Iordania, Hussein I, în vârstă de 17 ani, urcă pe tron după ce a fost proclamat rege la 11 august a anului precedent din cauza unei boli nervoase a tatălui său Talal.
- 1955: Tennessee Williams obține Premiul Pulitzer pentru dramaturgie pentru Pisica pe acoperișul fierbinte.
- 1960: Caryl Chessman, condamnat la moarte în SUA, este executat, după ce executarea hotărârii a fost amânată de opt ori. Cazul a declanșat o dezbatere la nivel mondial asupra pedepsei cu moartea, pentru că persistă îndoielile asupra făptașului.
- 1964: Prima ascensiune a Shishapangma, al paisprezecelea munte ca înălțime din lume și cel mai mic dintre cei de peste opt mii de metri.
- 1968: Lansarea celui de-al doilea program al Televiziunii Române, TVR 2.
- 1969: Nava britanică Queen Elizabeth 2 pornește în călătoria sa inaugurală de la Southampton la New York.
- 1980: Începe vizita Papei Ioan Paul al II-lea pe continentul african.
- 1989: Ungaria și-a deschis frontiera cu Austria și a început demontarea gardului de sârmă ghimpată de la Hegyeshalom. Începutul căderii Cortinei de Fier.
- 1997: În urma victoriei sale din ziua precedentă, Tony Blair este învestit ca prim-ministru al Marii Britanii.
- 2004: Membrii partidului de dreapta Likud, condus de premierul israelian, Ariel Sharon, au respins, în cadrul unui referendum, planul israelian de separare unilaterală a teritoiilor palestiniene.
- 2004: Premierul Leszek Miller a demisionat din funcție, cabinetul său fiind dizolvat. Președintele Poloniei, Aleksander Kwasniewski, l-a numit oficial în aceasta funcție pe Marek Belka și a învestit noul guvern, social-democrat.
- 2011: Teroristul Osama bin Laden este ucis de către membrii unor forțe speciale americane din Abbottabad, Pakistan, în cursul operațiunii cu numele de cod Operațiunea Neptune Spear.
- 2012: O versiune pastel a tabloului Țipătul, de pictorul norvegian Edvard Munch, se vinde cu 120 de milioane de dolari într-o licitație din New York, stabilind un nou record mondial pentru o operă de artă la licitație.[1]

## Nașteri
- 1458: Eleanor de Viseu, regină consort a Portugaliei (d. 1525)
- 1660: Alessandro Scarlatti, compozitor italian (d. 1725)
- 1729: Împărăteasa Ecaterina a II-a a Rusiei (d. 1796)
- 1737: William Petty, Conte de Shelburne, om de stat englez, prim-ministru al Regatului Unit (d. 1805)
- 1772: Novalis (Friedrich Leopold von Hardenberg), poet german (d. 1801)
- 1802: Heinrich Magnus, chimist și fizician german (d. 1870)
- 1857: Georges William Thornley, pictor și gravor francez (d. 1935)
- 1859: Jerome K. Jerome, scriitor britanic (d. 1927)

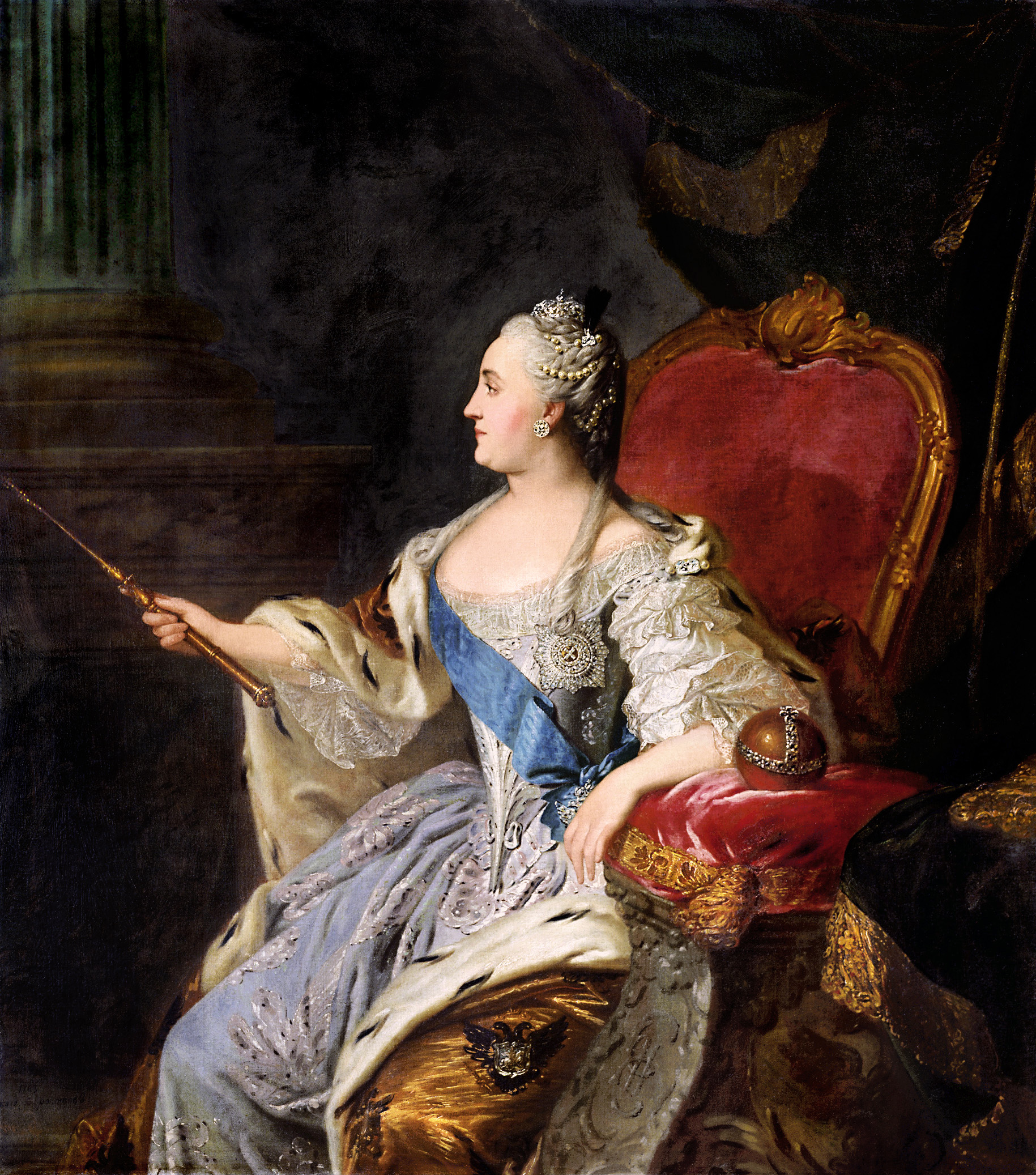
Ecaterina a II-a a Rusiei
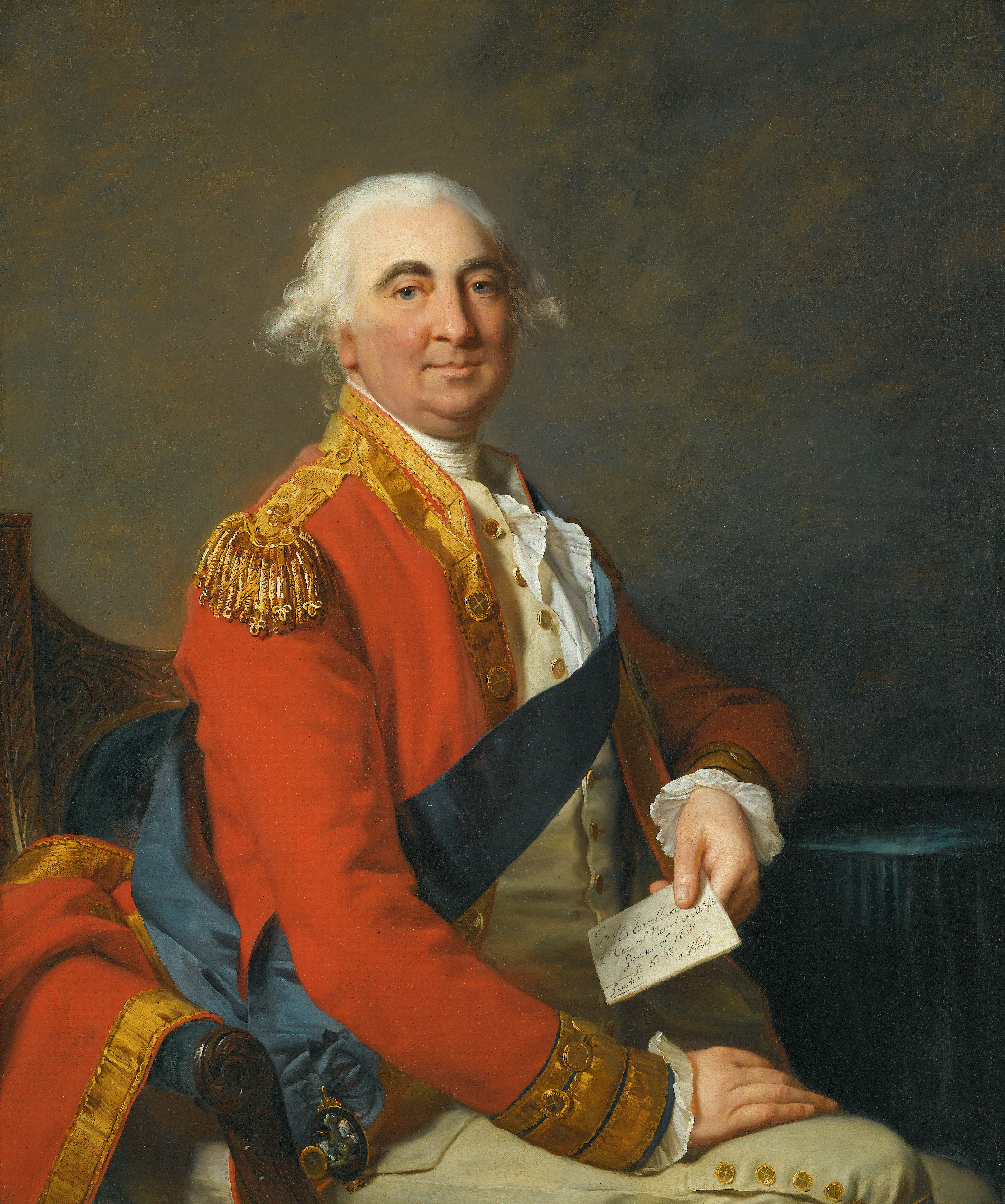
William Petty, Conte de Shelburne, prim-ministru al Regatului Unit
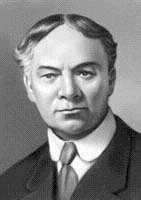
Jerome K. Jerome, scriitor britanic

- 1879: James F. Byrnes, politician american (d. 1972)
- 1886: Gottfried Benn, scriitor german (d. 1956)
- 1892: Manfred von Richthofen, pilot german (d. 1918)
- 1905: Anton Alexandrescu, politician român (d. 1984)
- 1907: Bob Bulgaru, pictor român (d. 1939)
- 1921: Satyajit Ray, regizor, scenarist și compozitor indian (d. 1992)
- 1929: Édouard Balladur, om politic, prim–ministru al Franței
- 1930: Dorli Blaga, intelectuală, fiica filosofului, poetului și dramaturgului român Lucian Blaga și a Corneliei Brediceanu (d. 2021)
- 1930: Vitalie Belousov, inventator, profesor universitar, doctor inginer român (d. 2015)
- 1935: Luis Suárez, fotbalist spaniol (d. 2023)
- 1936: Eugen Bartha, antrenor de handbal de etnie maghiară din România (d. 1987)
- 1940: Ion Lotreanu, poet, prozator și eseist român (d. 1985)
- 1942: Wojciech Pszoniak, actor polonez (d. 2020)
- 1942: Jacques Rogge, președinte al CIO în perioada 2001-2013 (d. 2021)
- 1946: Octavian Andronic, caricaturist și jurnalist român (d. 2020)
- 1955: Donatella Versace, designer italian
- 1972: Dwayne Johnson, actor și fost wrestler american
- 1975: David Beckham, fotbalist englez
- 1977: Bogdan Dumitrache, actor român
- 1980: Tim Borowski, fotbalist german
- 1980: Zat Knight, fotbalist englez
- 1985: Lily Allen, cântăreață engleză
- 1989: Raluca Băcăoanu, handbalistă română
- 1994: Alexander Choupenitch, scrimer ceh
- 2015: Prințesa Charlotte de Cambridge, fiica Prințului William, strănepoata reginei Elisabeta a II-a

## Decese
- 0373: Atanasie din Alexandria (n. 298)
- 0907: Boris I al Bulgariei
- 1300: Blanche de Artois, regină consort a Navarei (n. 1248)
- 1519: Leonardo da Vinci, pictor, sculptor, inginer și arhitect renascentist italian (n. 1452)
- 1819: Mary Moser, pictoriță engleză (n. 1744)
- 1857: Alfred de Musset, poet, dramaturg și prozator francez (n. 1810)
- 1864: Giacomo Meyerbeer, compozitor, pianist și dirijor german (n. 1791)
- 1893: George Barițiu, mare om de cultură, conducător al luptei de emancipare națională a românilor ardeleni (n. 1812)
- 1919: Evelyn de Morgan, pictoriță engleză prerafaelită (n. 1855)
- 1925: Johann Palisa, astronom austriac (n. 1848)

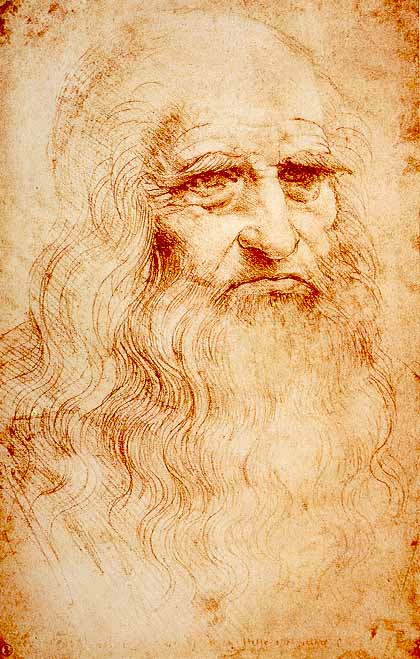
Leonardo da Vinci, pictor, sculptor, inginer și arhitect renascentist italian
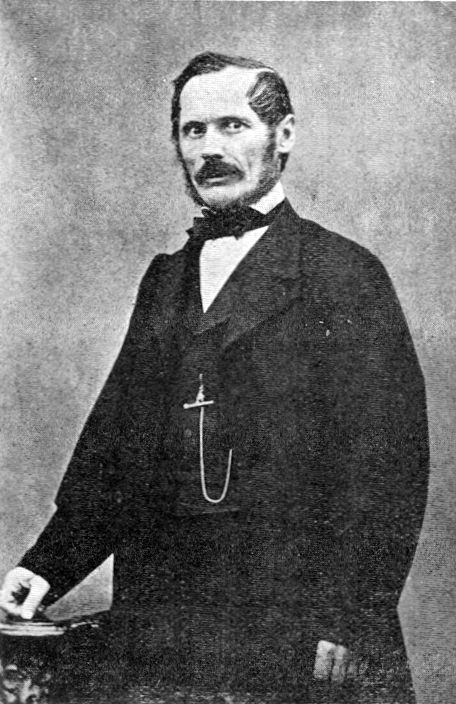
George Barițiu, istoric și publicist român transilvănean
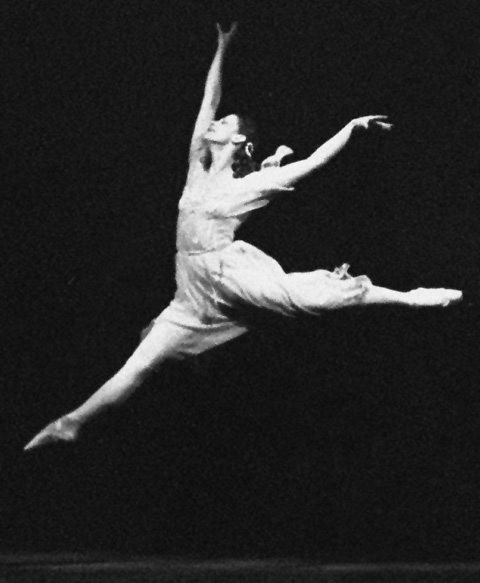
Maia Plisețkaia, balerină rusă

- 1928: George Ranetti, poet și publicist român (n. 1875)
- 1945: Martin Bormann, oficial nazist german (n. 1900)
- 1951: Alphonse de Châteaubriant, scriitor francez, câștigător al Premiului Goncourt în 1911 (n. 1877)
- 1969: Franz von Papen, politician german, cancelar al Germaniei (n. 1879)
- 1972: J. Edgar Hoover, american, primul director al FBI (n. 1895)
- 1979: Giulio Natta, chimist italian, laureat Nobel (n. 1903)
- 1999: Oliver Reed, actor britanic (n. 1938)
- 2003: George Țărnea, poet român (n. 1945)
- 2011: Osama bin Laden, terorist, fondator și lider al-Qaida (n. 1957)
- 2015: Maia Plisețkaia, regizoare de balet, maestră în balet, coreografă, actriță și fostă balerină rusă (n. 1925)
- 2017: Abelardo Castillo, scriitor argentinian (n. 1935)
- 2019: Ilinca Tomoroveanu, actriță română de teatru și film (n. 1941)
- 2021: Bobby Unser, pilot american (n. 1934)

## Sărbători
- Polonia: Ziua Steagului
- România: Ziua Națională a Tineretului